# Walter Gotell
Walter Jack Gotell (15. marts 1924 – 5. maj 1997) var en tysk-britisk skuespiller. Han var nok bedste kendt for sin rolle som General Anatol Gogol i James Bond filmene.